# Birgitta Ander (född 1940)
Birgitta Ander, ursprungligen Andersson, född 1940 i Herrljunga, är en svensk skådespelare och fotomodell.

## Filmografi (komplett)
- 1955 – Stampen - dansande på Tivoli
- 1956 – På heder och skoj - kontorsflicka på fabriken Stella
- 1956 – Sista natten - Gun
- 1958 – Kostervalsen - Chris
- 1959 – Får jag låna din fru? - kontorist
- 1959 – Åsa-Nisse jubilerar - tandsköterska
- 1960 – Kärlekens decimaler - kassörska

### Fotnoter
1. ↑  ”Birgitta Ander”. Svensk Filmdatabas. http://www.sfi.se/sv/svensk-filmdatabas/Item/?type=PERSON&itemid=236787&ref=%2ftemplates%2fSwedishFilmSearchResult.aspx%3fid%3d1225%26epslanguage%3dsv%26searchword%3dBirgitta+Ander%26type%3dPerson%26match%3dBegin%26page%3d1%26prom%3dFalse. Läst 22 september 2012.